# Christoph Sahner
Christoph Sahner (Illingen (Saar), 23 september 1963) is een voormalig West-Duitse atleet die gespecialiseerd was in het kogelslingeren. Hij werd tweemaal West-Duits kampioen kogelslingeren en nam aan de Olympische Spelen.
Sahner won in 1981 een gouden medaille op de wereldjuniorenkampioenschappen bij het kogelslingeren. In 1985 wierp hij een Duits record van 81,56 m. In 1984 stond hij weliswaar in de finale op de Olympische Spelen van Los Angeles, maar wierp geen geldige poging.
Tegenwoordig is hij bondscoach in kogelslingeren van Saarland.

## Titels
- West-Duits kampioen kogelslingeren - 1985, 1986
- Europees juniorenkampioen kogelslingeren - 1981

## Persoonlijke records
| Onderdeel      | Prestatie | Datum             | Plaats        |
| -------------- | --------- | ----------------- | ------------- |
| kogelslingeren | 81,78 m   | 11 september 1988 | Wemmetsweiler |

## Prestaties
| Jaar | Wedstrijd         | Plaats      | Resultaat | Extra    |
| ---- | ----------------- | ----------- | --------- | -------- |
| 1981 | EK junioren       | Utrecht     | 1e        | 68,92 m  |
| 1983 | WK                | Helsinki    | 11e       | 72,86 m  |
| 1984 | Olympische Spelen | Los Angeles | -         | ongeldig |
| 1986 | EK                | Stuttgart   | 8e        | 77,12 m  |
| 1987 | WK                | Rome        | 4e        | 80,58 m  |
| 1987 | Europacup         | Praag       | 3e        | 75,28 m  |
| 1988 | Grand Prix Finale | Berlijn     | 3e        | 77,97 m  |